# Międzynarodowy Festiwal Chopinowski w Dusznikach-Zdroju
Międzynarodowy Festiwal Chopinowski – cykliczna coroczna impreza muzyczna odbywająca się na początku sierpnia w Dusznikach-Zdroju. Jest najstarszym na świecie nieprzerwanie działającym festiwalem pianistycznym i zarazem najstarszym polskim festiwalem muzycznym. Obecnym dyrektorem artystycznym festiwalu jest prof. Piotr Paleczny. Koncerty odbywają się w Dworku Chopina.

## Historia
Pierwszy festiwal odbył się 25 i 26 sierpnia 1946 dla uczczenia 120. rocznicy występów Chopina w Dusznikach. Gwiazdami pierwszego festiwalu byli Zofia Rabcewicz i Henryk Sztompka. Impuls do zorganizowania pierwszego festiwalu dał Ignacy Potocki – współzałożyciel Zarządu Uzdrowisk Dolnośląskich. Organizacja festiwalu Chopinowskiego tuż po zakończeniu II wojny światowej miała znaczenie patriotyczne dla Polaków przybywających na Ziemie Odzyskane. Do wzięcia udziału w dusznickim święcie przekonał znakomitych pianistów Wojciech Dzieduszycki.
Duszniki wybrano z racji tego, iż w sierpniu 1826 16-letni Fryderyk Chopin wraz z matką oraz siostrami (Ludwiką i Emilią) przybył tutaj w celu kuracji w miejscowym zdroju. I właśnie wówczas młody Chopin dał swoje pierwsze (charytatywne) koncerty zagraniczne.
Podczas drugiego dwudniowego Festiwalu w 1947 nieopodal Dworku odsłonięto tablicę pamiątkową na pomniku Chopina.
Trzeci festiwal został już wydłużony do czterech dni (20–23 sierpnia 1948). Gwiazdą festiwalu pierwszej wielkości był Raul Koczalski – w prostej linii spadkobierca wspaniałej tradycji chopinowskiej, uczeń ucznia Chopina Karola Mikulego.
W ciągu ponad 70 lat istnienia festiwale przeszły swoistą ewolucję. Początkowo odgrywały rolę propagatora wyłącznie dzieł Fryderyka Chopina i pianistów polskich. Tak było do 1960. Pierwszy raz utwory innych kompozytorów można było usłyszeć w 1961. Do 1954 w Dusznikach występowali artyści wyłącznie z Polski. Pierwszym zagranicznym pianistą był laureat III nagrody V Konkursu Chopinowskiego Fu Cong z Chin. W kolejnych latach zagranicznych pianistów przybywało, ale byli to przeważnie pianiści z państw bloku socjalistycznego: Czesi, Rosjanie i Bułgarzy. Pierwszym pianistą przybyłym zza żelaznej kurtyny był Francuz Bernard Ringeissen, laureat IV nagrody V Konkursu Chopinowskiego. Wystąpił na Festiwalu w 1962. Pierwszym recitalem fortepianowym bez choćby jednego dzieła Chopina w programie, był wieczór Joaquína Achúcarro (15 sierpnia 1981) złożony z kompozycji Bacha-Busoniego, Beethovena, Debussy’ego, Granadosa i Albeniza.
Koncertom na festiwal, począwszy od 1946 towarzyszyły prelekcje, odczyty i wykłady wybitnych znawców życia i twórczości Chopina. W programie IV Festiwalu w 1949 roku pojawił się koncert słowno-muzyczny polegający na tym, że wygłaszane przez prelegenta kwestie o Chopinie, ilustrowane były muzyką. Po 22 latach, ten typ koncertu przerodził się w powszechnie lubiany i oczekiwany „Nokturn”.
„Nokturn” jest koncertem nocnym o oryginalnej i niepowtarzalnej formule, podczas którego, przy świecach i lampce wina, publiczność – jak dziewiętnastowiecznym salonie – słucha gry pianistów, a gospodarz wieczoru (muzykolog, prelegent, aktor) snuje opowieść na wybrany temat związany z polskim geniuszem. Nierzadko zdarzało się, że obok prowadzącego „Nokturn” pojawiała się aktorka recytująca wiersze, jak to miało miejsce w 1981 roku, kiedy Jan Weber szukał rudymentów chopinowskiej interpretacji, a Barbara Paleczna deklamowała poetyckie strofy.
W latach 1946–1972 merytoryczną opiekę nad festiwalem roztaczał Instytut Fryderyka Chopina, przekształcony wkrótce w Towarzystwo im. Fryderyka Chopina. w 1973 roku funkcję tę przejęło Dolnośląskie Towarzystwo Muzyczne we Wrocławiu.
Obecnie na Festiwalach występują laureaci pierwszych nagród praktycznie wszystkich najważniejszych konkursów pianistycznych na świecie.

## Dyrektorzy artystyczni
Przed 1973 na Festiwalu nie było wyodrębnionej funkcji dyrektora artystycznego.
| imię i nazwisko  | zdjęcie | okres        |
| ---------------- | ------- | ------------ |
| Jerzy Jankowski  |         | 1973–1974    |
| Tadeusz Strugała |         | 1975–1985    |
| Marek Pijarowski |         | 1986–1987    |
| Jerzy Swoboda    |         | 1988–1992    |
| Piotr Paleczny   |         | 1993 – nadal |

## Fundacja Międzynarodowych Festiwali Chopinowskich w Dusznikach Zdroju[5]
Rozpoczęła swą działalność w 1989. Powstała z potrzeby zagwarantowania Festiwalowi ciągłości poziomu na jakim funkcjonował w sytuacji zawirowań związanych z transformacją ustrojową w Polsce i problemami finansowymi, jakie napotykało zadanie dalszej organizacji Festiwalów. Pomysłodawcą założenia Fundacji stał się Andrzej Merkur, mieszkaniec Dusznik, urzędnik Wydziału Kultury i Sztuki Urzędu Miejskiego, związany z festiwalami od lat 70. Od 1990 roku wspomniana fundacja stała się jedynym organizatorem festiwalu, występując jako strona pozyskująca środki na funkcjonowanie imprezy. Fundacja gromadzi archiwalia, fotografie, medale pamiątkowe, wydaje publikacje, archiwizuje nagrania koncertów.

### Fundatorzy i Rada Fundacji
- Fundatorzy: Kazimierz Działocha, Jan Lipiec, Andrzej Merkur, Jerzy Swoboda
- Rada Fundacji: prof. dr hab. Irena Poniatowska (przewodnicząca), członkowie: Jolanta Bork, Katarzyna Kałek, Peter Otto, Zofia Owińska, Piotr Parzyński, Anna Skulska[6]

### Zarząd Fundacji
Prezesi Zarządu
- Andrzej Merkur (1990–2018)
- Mariusz Fituch (2018–2019), p.o.[7]
- Jerzy Terlecki (2019) p.o., do czasu objęcia stanowiska przez Tomasza Nowickiego, co ostatecznie nie nastąpiło, ponieważ objął stanowisko dyrektora Dusznickiego Ośrodka Kultury[7][8]
- Jadwiga Merkur (od 2020)[6].

Członkowie: Jan Lipiec, Edyta Wolfson

## Kursy mistrzowskie
Od 2001 roku imprezie towarzyszą Ogólnopolskie Kursy Mistrzowskie, organizowane dla sześciu wybitnych młodych polskich pianistów.
Kierownikiem naukowym kursów jest prof. Piotr Paleczny, a współorganizatorem Narodowy Instytut Fryderyka Chopina. Kursy zazwyczaj są współfinansowane przez Ministerstwo Kultury i Dziedzictwa Narodowego. W roku 2017 wykładowcami kursu byli prof. Bernd Goetzke oraz prof. Graham Scott.

## Galeria

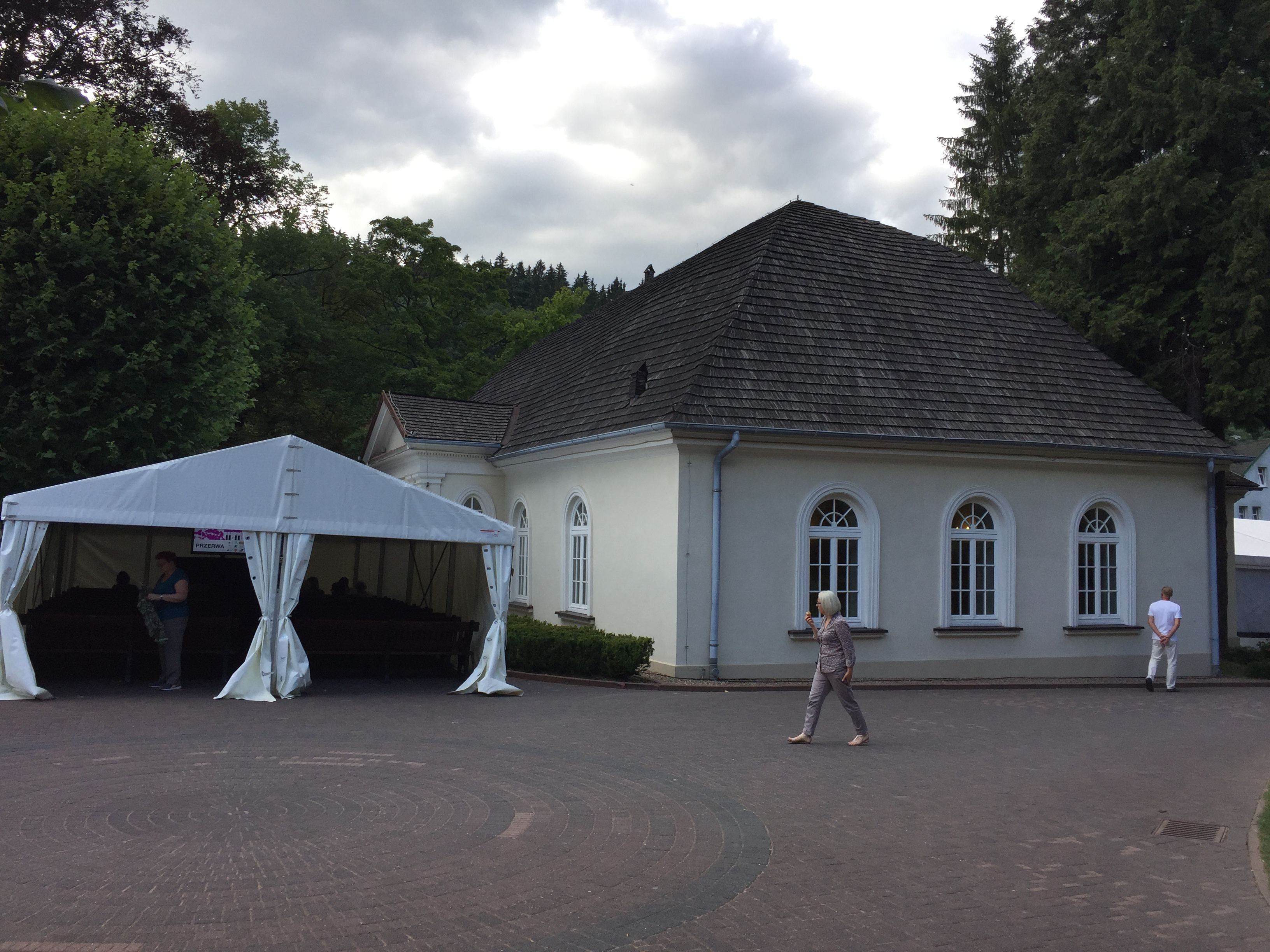
Dworek Chopina wraz z tymczasową salą (ustawianą na czas trwania Festiwalu) z transmisjami koncertów
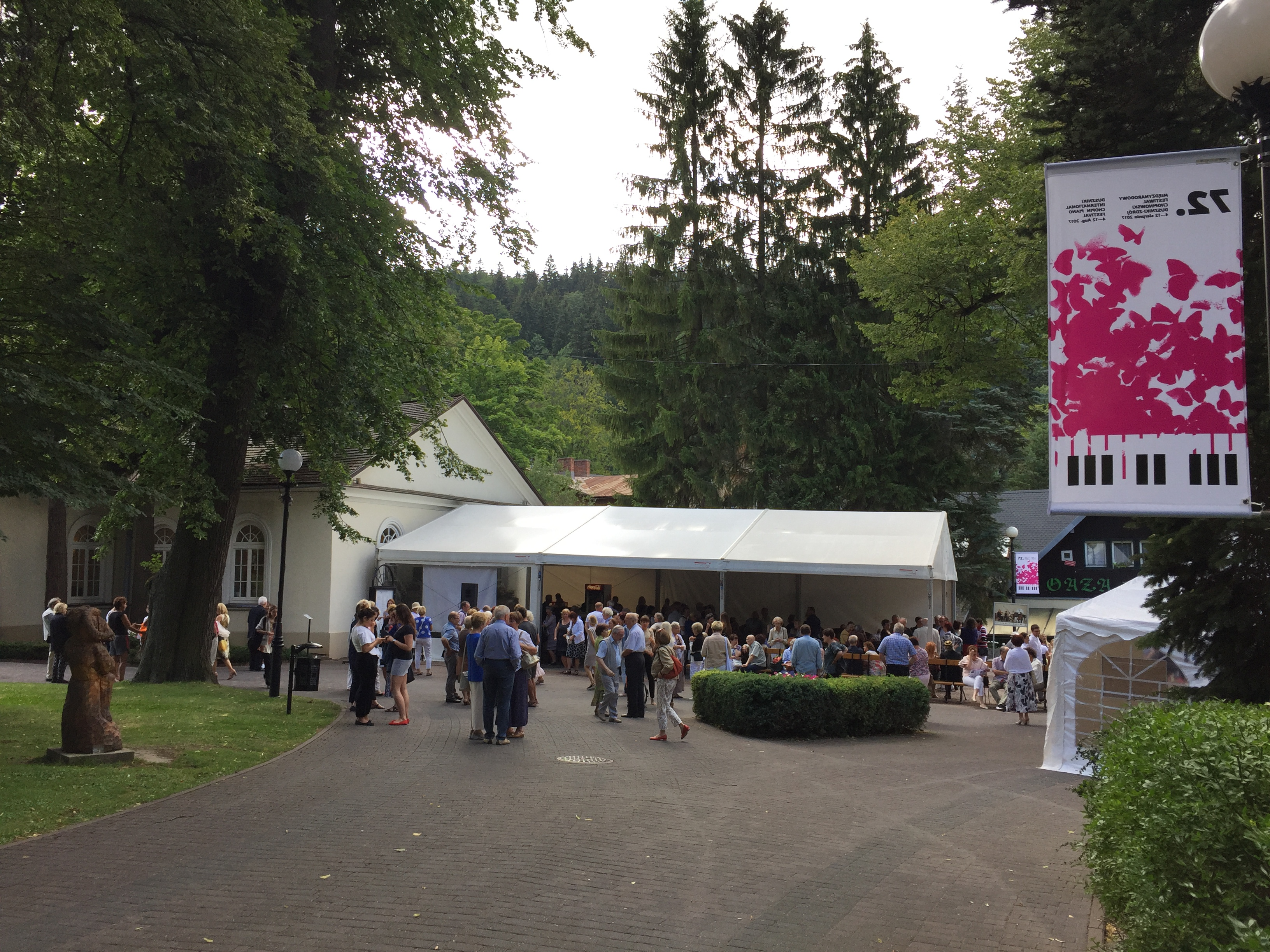
Przerwa podczas popołudniowego recitalu w trakcie 72. Festiwalu
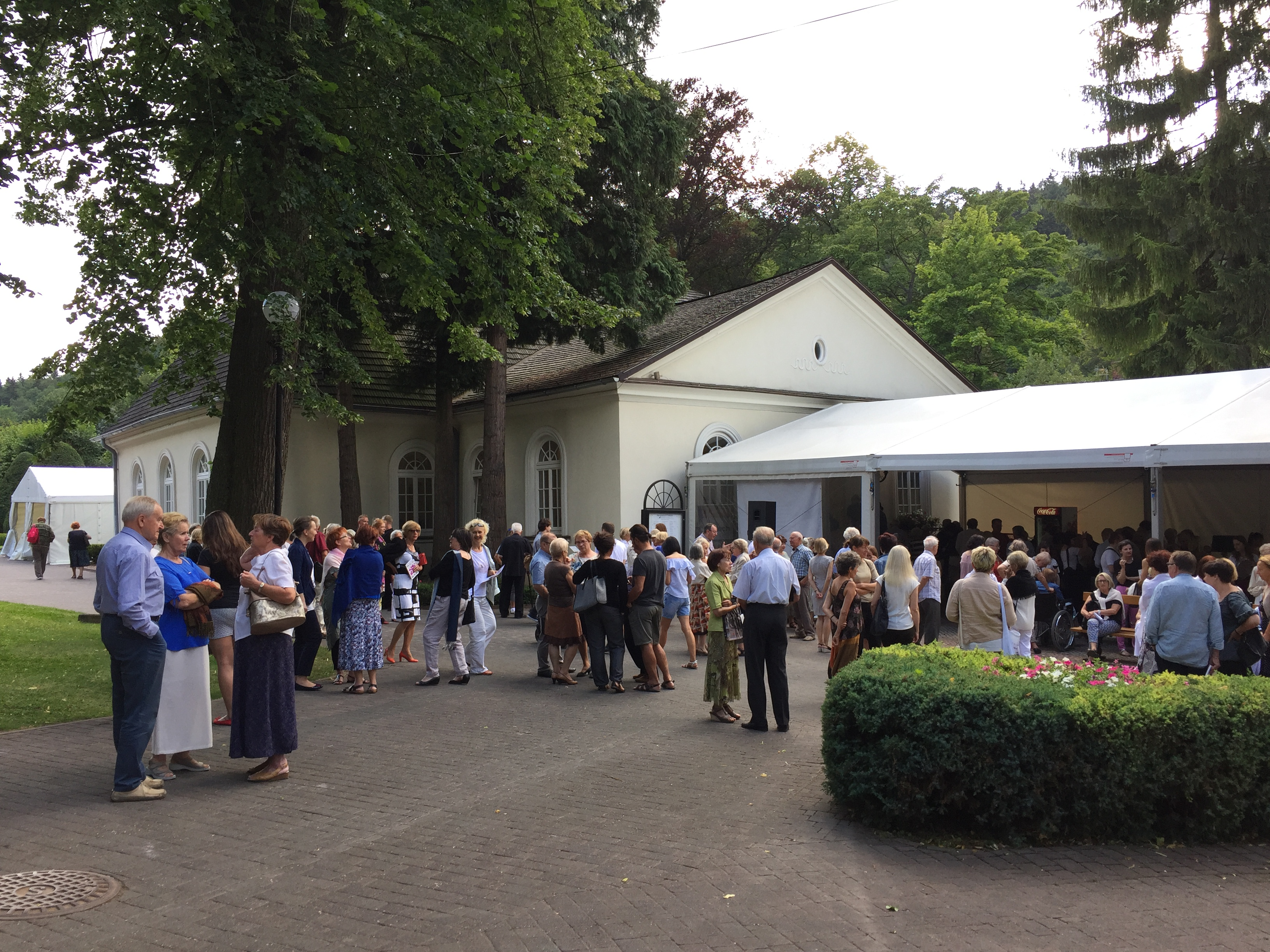
Przerwa podczas popołudniowego recitalu w trakcie 72. Festiwalu
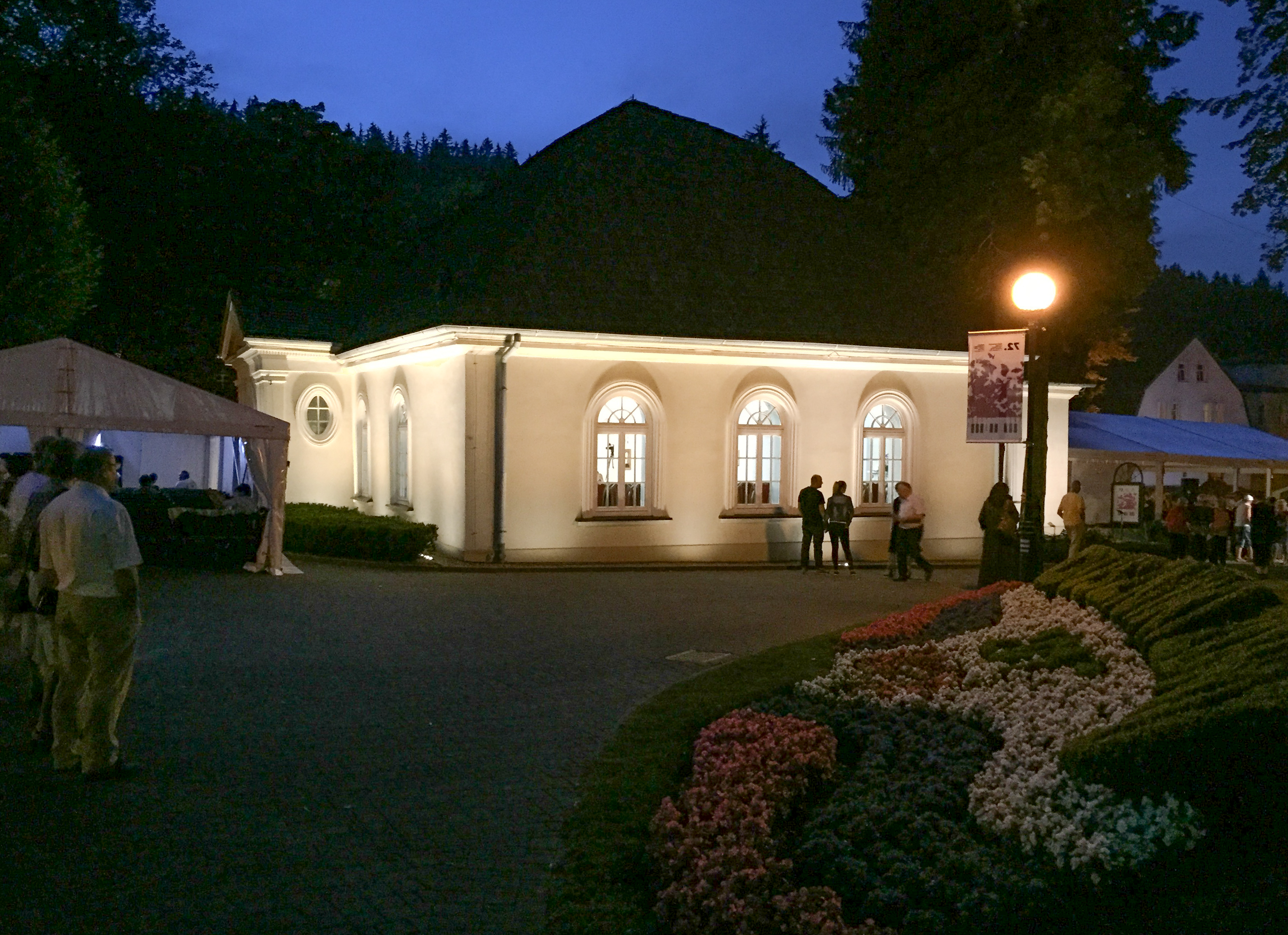
Dworek Chopina podczas wieczornego recitalu
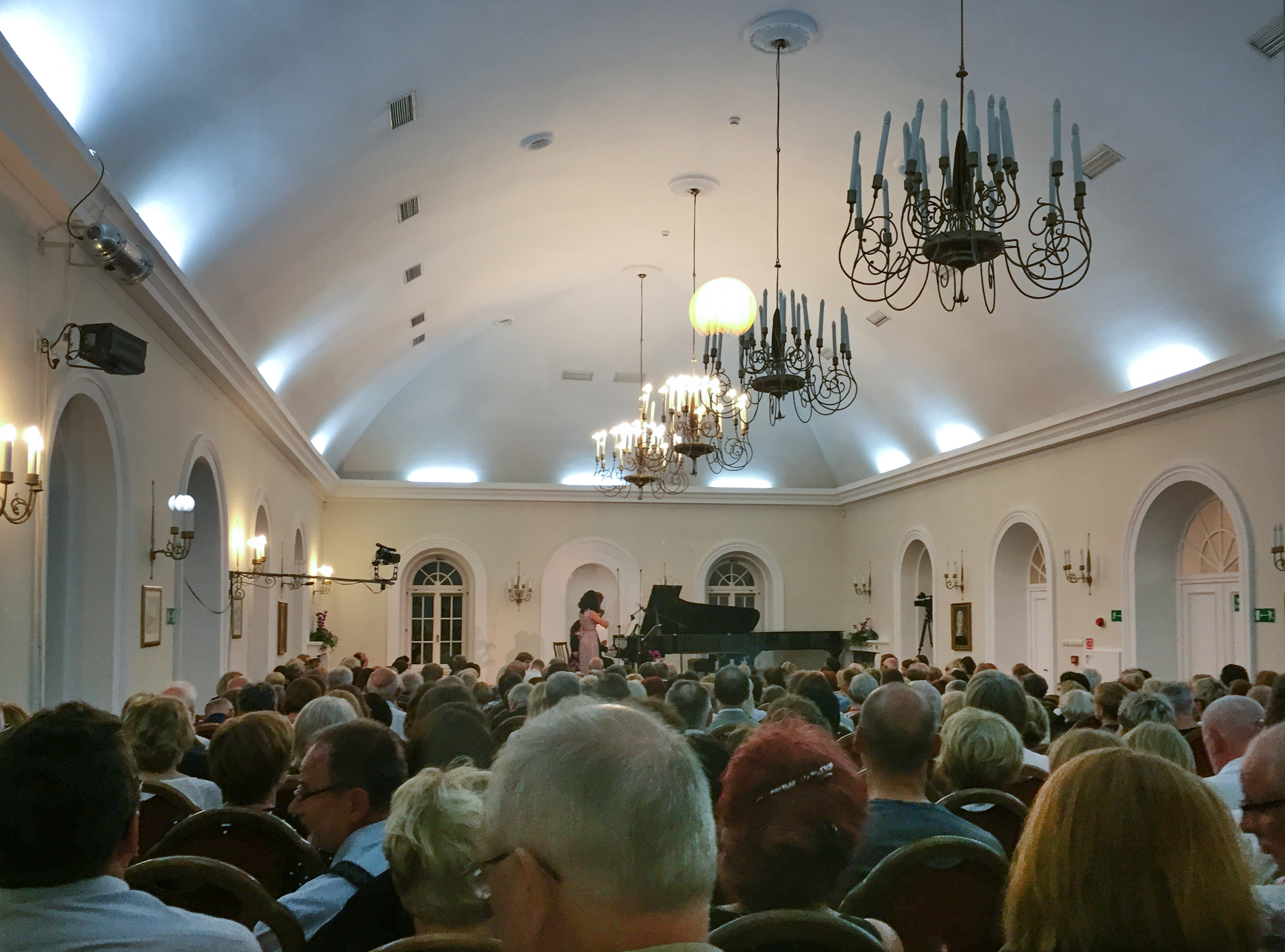
Jeden z wieczornych recitali
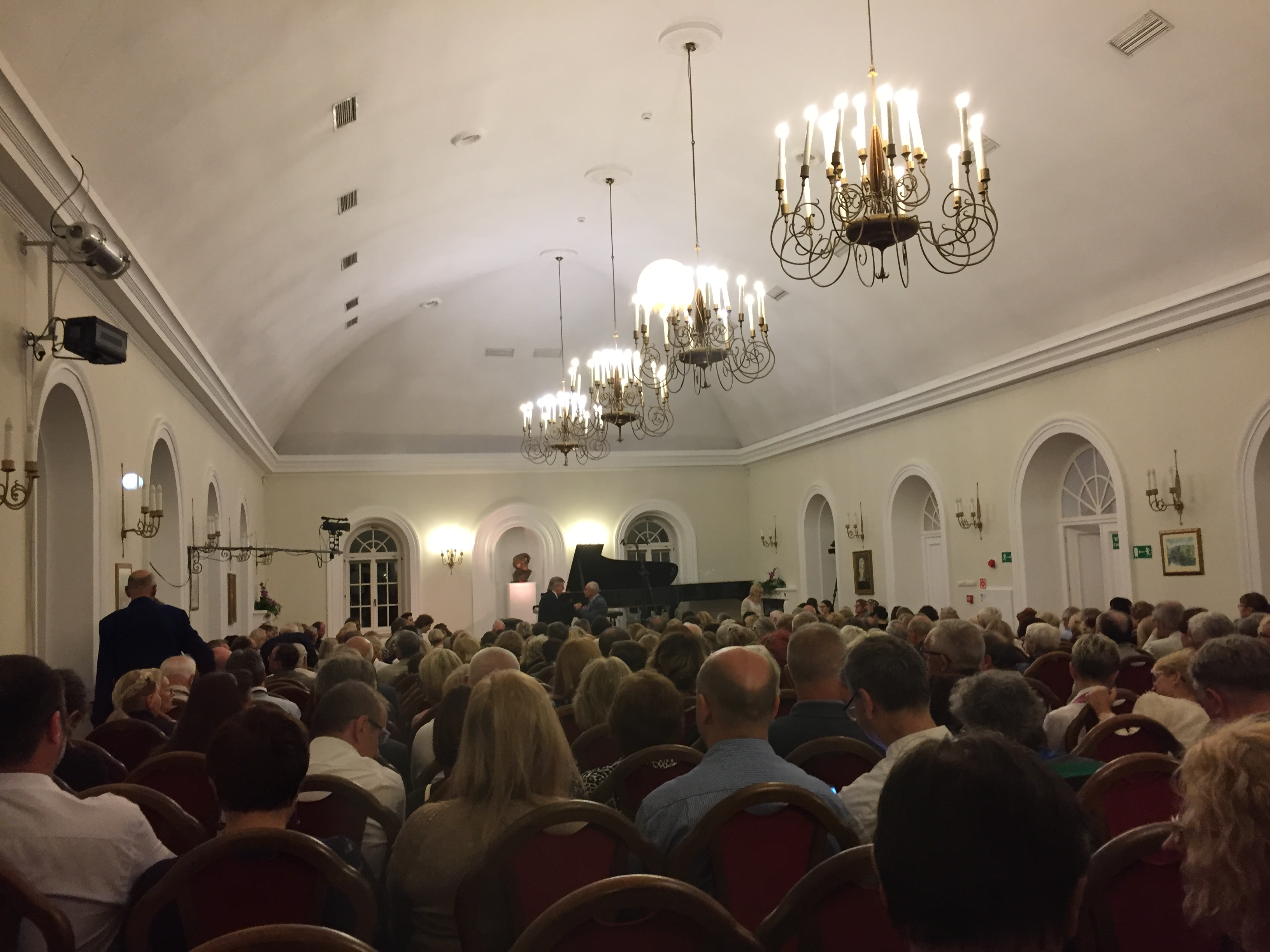
72. Festiwal
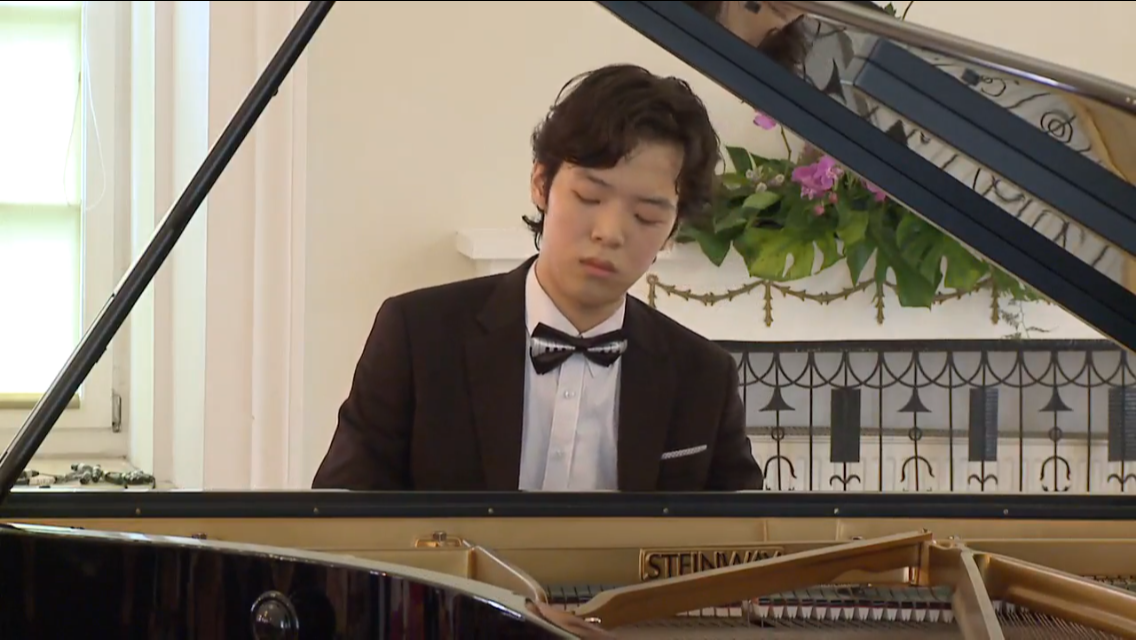
Hyuk Lee w trakcie recitalu podczas 72. Festiwalu